# Manuscritos em casca de bétula

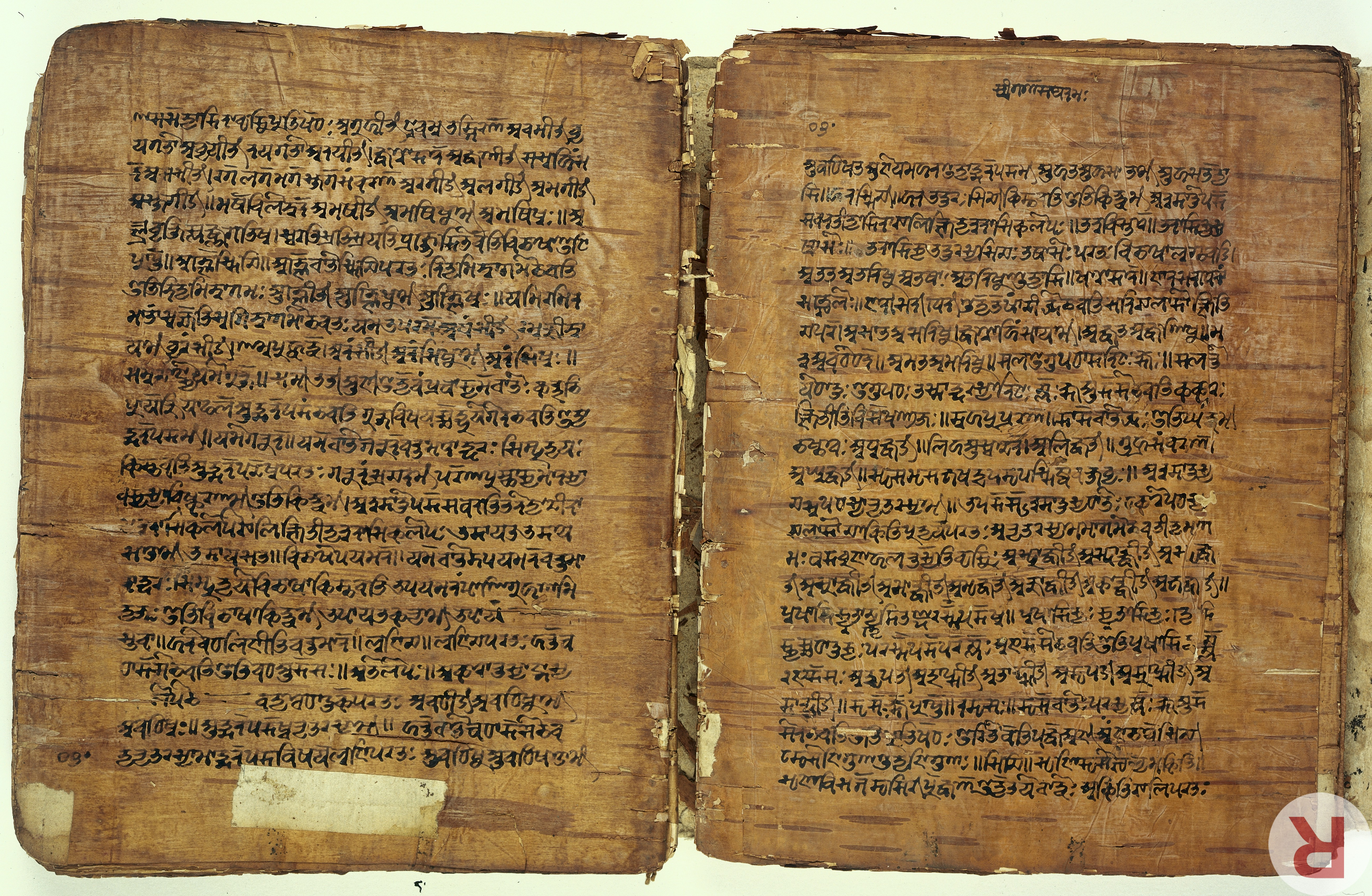
Um manuscrito de casca de bétula da Caxemira do Rupavatara, um livro gramatical baseado na gramática sânscrita de Pāṇini (datado de 1663)

Manuscritos em casca de bétula são documentos escritos em pedaços da camada interna da casca da árvore de bétula, que era comumente utilizada para escrita antes da produção em massa de papel. Evidências do uso da casca de bétula para escrita remontam há muitos séculos e aparecem em várias culturas. Os manuscritos mais antigos desse tipo são os numerosos textos budistas de Gandara, datados de aproximadamente o século I d.C., na região que hoje é o Afeganistão. Eles contêm algumas das primeiras versões conhecidas de importantes escrituras budistas, incluindo um Darmapada, discursos de Buda que incluem o Sutra do Rinoceronte, Avadanas e textos de Abidarma.
Manuscritos em sânscrito escritos em casca de bétula com a escrita brami foram datados dos primeiros séculos d.C. Vários escritores sânscritos antigos, como Calidaça (c. século IV d.C.), Sushruta (c. século III d.C.) e Varahamihira (século VI d.C.) mencionam seu uso para confecção de manuscritos. A casca da Betula utilis (Bétula do Himalaia) ainda é utilizada hoje na Índia e no Nepal para escrever mantras sagrados. Textos russos descobertos em Novogárdia Magna foram datados de aproximadamente do século IX ao século XV d.C. A maioria desses documentos são cartas escritas por várias pessoas no dialeto do Velho Novgorod. O sistema de escrita nativo da língua irlandesa, Ogam, às vezes chamado de "alfabeto das árvores", foi tradicionalmente atribuído ao deus Ogma, que escreveu uma proscrição em bétula para Lugh, advertindo-o; o texto dessa proscrição pode ser encontrado no Livro de Ballymote, escrito em 1390 ou 1391. A primeira letra de Ogam é beith e beithe significa "bétula".
Os arqueólogos sabiam da existência de documentos sobre casca de bétula na Rússia antes que esse conhecimento fosse confirmado por escavações arqueológicas. No mosteiro de S. Sergius Radoniezhsky, segundo Joseph Volotsky, teólogo russo, “os livros não foram escritos em folhas, mas em casca de bétula”. Segundo Valentin Janin, documentos e até códices inteiros escritos em casca de bétula dos séculos XVII a XIX foram preservados em museus e arquivos. O etnógrafo Sergei Maksimov escreveu que viu tal livro entre os Velhos Crentes, em meados do século XIX. Na margem do Volga, perto de Saratov, camponeses encontraram a Declaração de Direitos Dourada Ordiniana em casca de bétula, enquanto escavavam uma caixa de compostagem em 1930.

## Manuscritos budistas de Gandara
Manuscritos budistas escritos na língua Gāndhārī são provavelmente os textos indianos mais antigos existentes, datando aproximadamente do século I d.C. Foram escritos em casca de bétula e armazenados em potes de barro, sendo adquiridos pela Biblioteca Britânica em 1994. Foram escritos em Caroste e acredita-se que tenham se originado do Afeganistão, porque manuscritos semelhantes em casca de bétula foram descobertos no leste do país. Desde 1994, uma coleção semelhante de textos em Gāndhārī da mesma época, chamada coleção Senior, também foi descoberta.

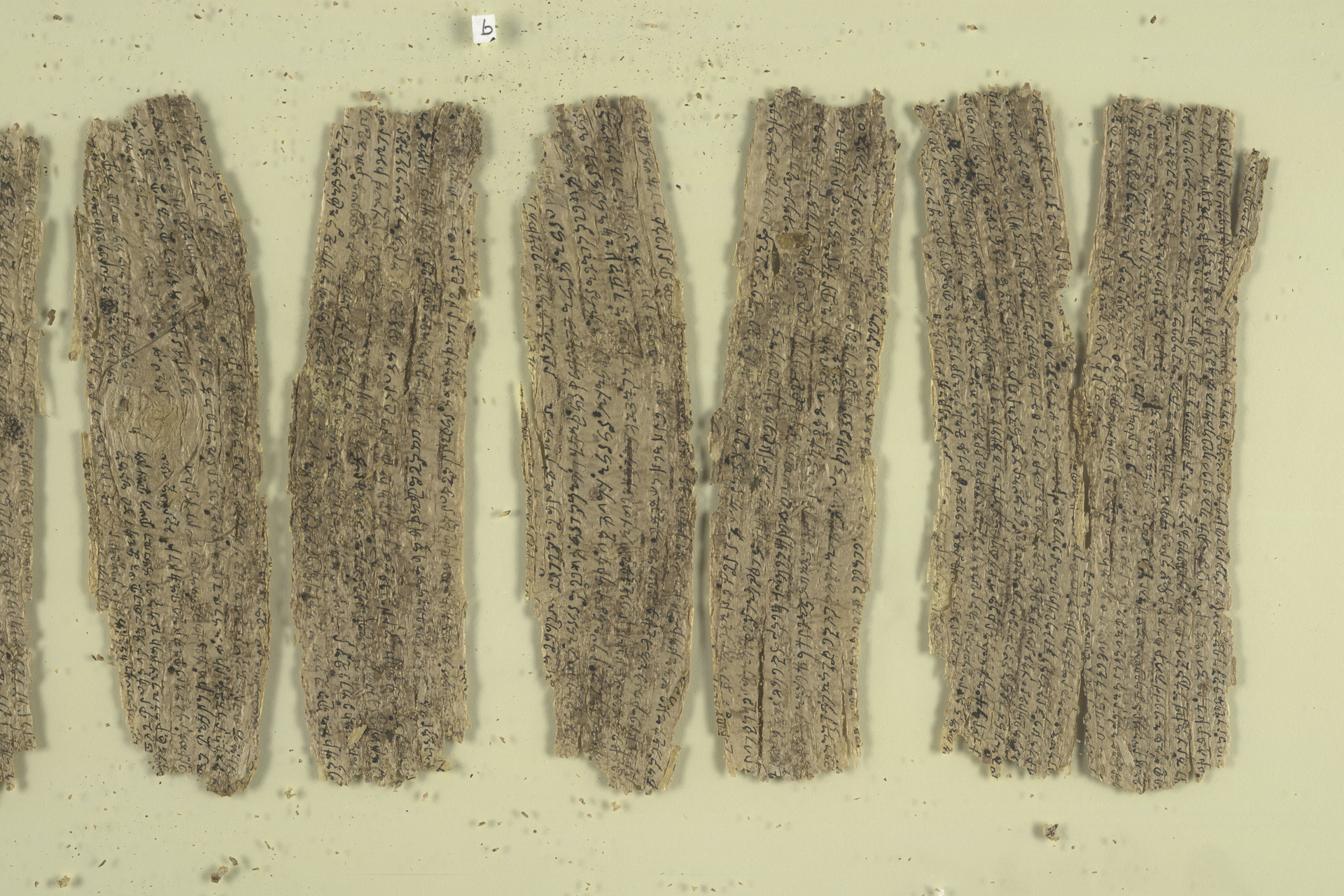
Fragmentos de pergaminho de casca de bétula de Gandhara (c. século I)

Os manuscritos da Biblioteca Britânica tinham a forma de pergaminhos. Eram muito frágeis e já estavam danificados. Mediam de 12 a 23 centímetros de largura e consistiam em rolos sobrepostos de 30 a 45 centímetros de comprimento, colados para formar pergaminhos mais longos. Uma linha costurada nas bordas ajudou a mantê-los juntos. O texto foi escrito em tinta preta, em ambos os lados dos rolos, começando na parte superior de um lado, continuando com o rolo virado e de cabeça para baixo, de modo que o texto terminasse na parte superior e anterior do rolo. O pergaminho intacto mais longo da coleção da Biblioteca Britânica tem pouco mais de dois metros de comprimento.
Os textos foram provavelmente compilados pela seita Dharmaguptaka e provavelmente "representam uma fração aleatória, mas razoavelmente representativa do que foi provavelmente um conjunto muito maior de textos preservados na biblioteca de um mosteiro da seita Dharmaguptaka em Nagarāhāra", de acordo com Richard Salomon. A coleção inclui uma variedade de comentários e sutras conhecidos, incluindo um Darmapada, discursos do Buda Shakyamuni que incluem o Sutra do Rinoceronte, avadanas e textos do Abidarma.
O estado dos pergaminhos indica que eles já estavam em mau estado e em pedaços quando foram armazenados nos potes de barro. Os especialistas chegaram à conclusão de que os pergaminhos fragmentados foram enterrados ritualmente, o que é bastante semelhante aos textos judaicos armazenados em uma genizá.

## Manuscritos em sânscrito e brami

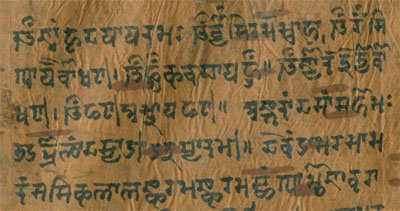
Um manuscrito da Caxemira em casca de bétula (c. século XVII)

A casca de Betula utilis (bétula do Himalaia) tem sido usada há séculos na Índia para escrever escrituras e textos em várias escritas. Seu uso foi especialmente prevalente na Caxemira histórica. O uso da casca como papel foi mencionado pelos primeiros escritores sânscritos, como Calidaça (c. século IV d.C.), Sushruta (c. século III d.C.) e Varahamihira (século VI d.C.). Na Caxemira, os primeiros estudiosos contaram que todos os seus livros foram escritos em casca de bétula do Himalaia até o século XVI.
Um fragmento de um pergaminho de casca de bétula em sânscrito, na escrita brami, fazia parte da coleção de pergaminhos Gandhara da Biblioteca Britânica. Presume-se que seja do norte da Índia, datando de algum momento durante os primeiros séculos d.C.[6] Manuscritos de casca de bétula na escrita Brāhmī foram descobertos em um antigo mosteiro budista em Jaulian, perto de Taxila, no Punjab, no Paquistão, e datados do século V d.C.
O manuscrito Bakhshali consiste em 70 fragmentos de casca de bétula escritos em sânscrito e prácrito, na escrita Śāradā. Com base na linguagem e no conteúdo, estima-se que seja do século II ao III d.C. O texto discute várias técnicas matemáticas.
Uma grande coleção de pergaminhos de casca de bétula foi descoberta no Afeganistão durante a guerra civil no país no final do século XX e início do século XXI, possivelmente nas cavernas de Bamiyan. Os aproximadamente 3000 fragmentos de pergaminhos estão em sânscrito ou sânscrito budista, na escrita brami, e datam de um período do século II ao VIII d.C.
O Manuscrito Bower é um dos textos sânscritos mais antigos sobre casca de bétula na escrita brami. Inclui vários textos que cobrem assuntos que incluemum tratado médico e provérbios. Foi descoberto em Kucha (atualmente na província de Aksu em Xinjiang, na China), um antigo reino budista no norte da Rota da Seda, e estima-se que seja de cerca de 450 d.C.
Os Manuscritos Guilguite foram textos budistas descobertos na região de Guilguite, no Paquistão, em 1931 e incluem vários sutras, incluindo o Sutra de Lótus, juntamente com contos populares, tratados medicina e de filosofia. São datados aproximadamente dos séculos V a VI d.C. e foram escritos em sânscrito budista na escrita Sharada.
Manuscritos contendo o texto Devīkavaca, um hino que louva a deusa Durga, foram pensados para proteger a pessoa que os carrega de influências malignas, como um amuleto ou amuleto.[14] Um exemplo de um desses textos na escrita Devanagari do Nepal está guardado na Biblioteca da Universidade de Cambridge (MS Add. 1578).
A casca de bétula ainda é usada em algumas partes da Índia e do Nepal para escrever mantras sagrados. Esta prática foi mencionada pela primeira vez c.Século VIII ou IX dC, no Lakshmi Tantra. Na escultura indiana, um manuscrito em casca de bétula é facilmente identificado pela curvatura. Um manuscrito em folha de palmeira é rígido.

## Escrita eslava antiga

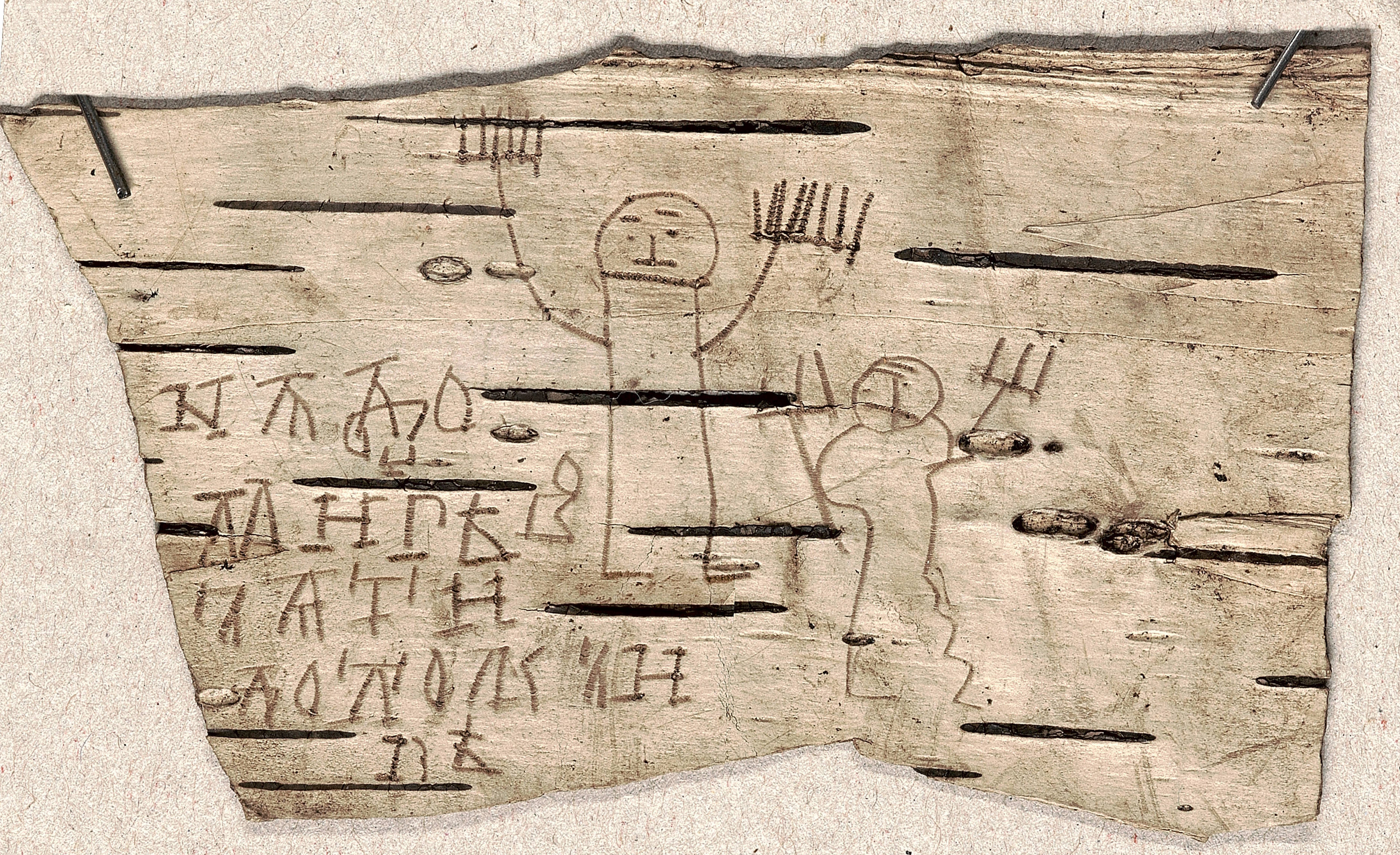
Carta em manuscrito de casca de bétula número 202. Contém aulas de ortografia e desenhos feitos por um menino chamado Onfim; com base no trabalho, os especialistas estimam sua idade entre 6 e 7 anos na época.

Em 26 de julho de 1951, durante escavações em Novgorod, uma expedição liderada por Artemiy Artsikhovsky descobriu os primeiros manuscritos em casca de bétula na Rússia, em uma camada estratigráfica datada por volta do ano 1400. Desde então, mais de mil documentos semelhantes foram descobertos em Staraya Russa, Smolensk, Polatsk, Vitebsk, Miecislau, Torzhok, Pskov, Tver, Moscou, Riazan e Vologda, embora Novgorod permaneça de longe a fonte mais prolífica deles. Na Ucrânia, documentos em casca de bétula foram encontrados em Zvenyhorod, na Volínia; enquanto na Bielorrússia foram encontrados em Vitebsk.
O conteúdo dos manuscritos em casca de bétula incluía não apenas textos religiosos, mas também documentos sobre a morte de príncipes, negociações de paz, chegadas de dignitários, versos populares e provérbios locais, e até mesmo rabiscos casuais. Assuntos legais incluíam acusações, testemunhas e procedimentos de provas, pagamentos e multas, roubo, fraude e até agressão à esposa. Um escrito pessoal diz: "Venda a casa e venha para Smolensk ou Kiev; o pão está barato; se não puder vir, escreva-me sobre sua saúde."
O documento nº 752, estratigraficamente datado entre 1080–1100 d.C., é uma carta apaixonada de uma jovem abandonada, rasgada ao meio e jogada fora (pelo destinatário?). A descoberta tardia dos documentos em casca de bétula, bem como seu estado surpreendente de preservação, é explicada pela camada cultural profunda em Novgorod (até 8 metros) e pelo solo argiloso encharcado que impede o acesso de oxigênio. Escavações em Novgorod começaram apenas em 1932, embora algumas tentativas tenham sido feitas no século XIX.
Embora sua existência tenha sido mencionada em alguns manuscritos antigos eslavos orientais (junto com uma menção de eslavos escrevendo em "madeira branca" por Ibne Nadim), a descoberta dos manuscritos em casca de bétula (em russo: берестяна́я гра́мота, berestyanáya grámota, e também grámota nesses documentos) mudou significativamente a compreensão do nível cultural e do idioma falado pelos eslavos orientais entre os séculos XI e XV. Mais de duzentos estiletes também foram encontrados, na maioria feitos de ferro, alguns de osso ou bronze, usados para escrever na casca de bétula.

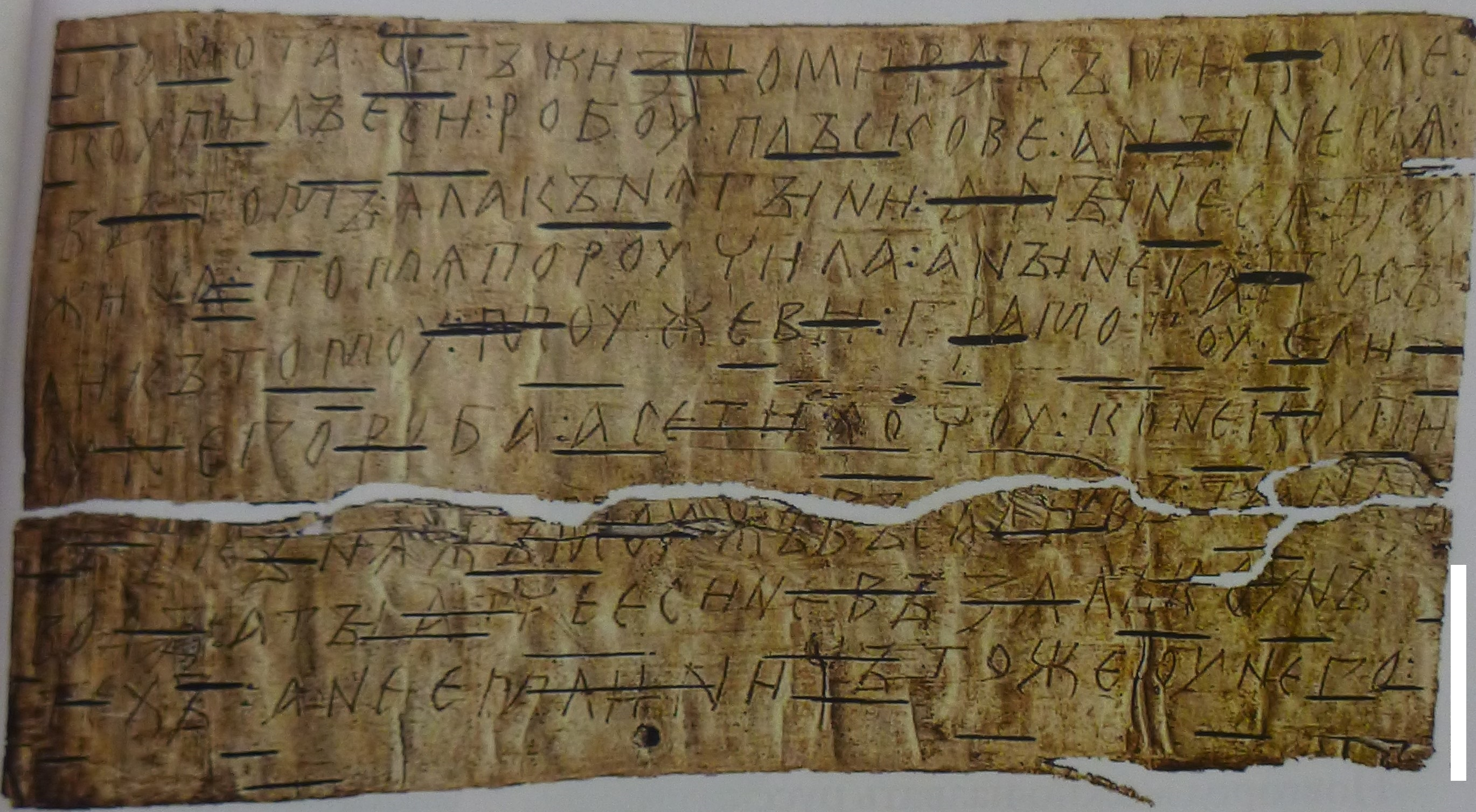
Carta nº109; século XII, Veliky Novgorod

Segundo os historiadores Valentin Yanin e Andrey Zaliznyak, a maioria dos documentos são cartas cotidianas de várias pessoas, escritas em um dialeto vernáculo. As cartas têm caráter pessoal ou comercial. Alguns documentos incluem obscenidades elaboradas. Pouquíssimos documentos são escritos em eslavônico antigo e apenas um em nórdico antigo. Os exercícios escolares e desenhos de um jovem chamado Onfim têm atraído muita atenção.
O documento de número 292 das escavações de Novgorod (encontrado em 1957) é o documento mais antigo conhecido em qualquer língua finlandesa. É datado do início do século XIII. A língua usada no documento é considerada uma forma arcaica da língua falada em Olonets Karelia, um dialeto da língua carélia.

## Uso moderno
Existem cartas em casca de bétula escritas no século XX, principalmente por vítimas da repressão do regime stalinista soviético. Os prisioneiros nos campos de trabalhos forçados e nos gulags na Sibéria usavam tiras de casca de bétula para escrever cartas aos seus entes queridos em casa, devido à falta de papel. Exemplos dessas cartas de vítimas letãs do regime soviético estão incluídos na lista do patrimônio "Memória do Mundo" da UNESCO. Durante a Segunda Guerra Mundial, jornais de propaganda e folhetos publicados por guerrilheiros às vezes eram impressos em casca de bétula por causa da escassez de papel.